# Karol J. Bobko
Karol Joseph Bobko, dit Bo Bobko, né le 23 décembre 1937 à New York et mort le 17 août 2023 à Half Moon Bay (Californie), est un astronaute américain.

## Biographie
Karol J. Bobko a été pilote dans l'USAF, sélectionné dans le cadre du programme Manned Orbital Laboratory, projet de station spatiale habitée utilisable à des fins militaires.

## Vols réalisés
- 4 avril 1983 : Challenger (STS-6)
- 12 avril 1985 : Discovery (STS-51-D)
- 3 octobre 1985 : Atlantis (STS-51-J)